# Andrew Tarbell
Andrew Tarbell (Mandeville, Luisiana, Estados Unidos, 7 de octubre de 1993) es un futbolista estadounidense. Juega de portero en el Houston Dynamo de la Major League Soccer.

## Trayectoria
Se graduó de la Universidad Clemson donde jugó cuatro años para los Clemson Tigers. Fue seleccionado por San Jose Earthquakes en el octavo puesto del SuperDraft de la MLS 2016. Debutó profesionalmente el 28 de agosto contra el Columbus Crew, en reemplazo de David Bingham que salió por lesión. En su etapa en San Jose, jugó a préstamo en el Reno 1868 en la temporada 2017.
Para la temporada 2020 fichó por el Columbus Crew. Fue liberado del club al término de esta.

## Estadísticas
Actualizado al último partido disputado el 6 de diciembre de 2020.
| San Jose Earthquakes Estados Unidos |               |               |    |   |   |   |   |    |    |   |
| 1.ª                                 | 2016          | 1             | 0  | 0 | 0 | - | - | 1  | 0  |   |
| 1.ª                                 | 2017          | 13            | 0  | 4 | 0 | - | - | 16 | 0  |   |
| 1.ª                                 | 2018          | 29            | 0  | 1 | 0 | - | - | 30 | 0  |   |
| 1.ª                                 | 2019          | 0             | 0  | 2 | 0 | - | - | 2  | 0  |   |
| Total club                          | Total club    | 43            | 0  | 7 | 0 | 0 | 0 | 50 | 0  |   |
| Reno 1868 FC Estados Unidos         |               |               |    |   |   |   |   |    |    |   |
| 2.ª                                 | 2017          | 4             | 0  | - | - | - | - | 4  | 0  |   |
| Total club                          | Total club    | 4             | 0  | 0 | 0 | 0 | 0 | 4  | 0  |   |
| Columbus Crew SC Estados Unidos     |               |               |    |   |   |   |   |    |    |   |
| 1.ª                                 | 2020          | 10            | 0  | 0 | 0 | - | - | 10 | 0  |   |
| Total club                          | Total club    | 10            | 0  | 0 | 0 | 0 | 0 | 10 | 0  |   |
| Total carrera                       | Total carrera | Total carrera | 57 | 0 | 7 | 0 | 0 | 0  | 64 | 0 |
| (1) Incluye datos de la US Open Cup |               |               |    |   |   |   |   |    |    |   |

## Palmarés

### Títulos nacionales
| Título                   | Club              | País           | Año  |
| ------------------------ | ----------------- | -------------- | ---- |
| Copa MLS                 | Columbus Crew     | Estados Unidos | 2020 |
| Lamar Hunt U.S. Open Cup | Houston Dynamo FC | Estados Unidos | 2023 |